# Фреден (Лајне)
Фреден (њем. Freden) општина је у њемачкој савезној држави Доња Саксонија. Једно је од 40 општинских средишта округа Хилдесхајм. Према процјени из 2010. у општини је живјело 3.169 становника. Посједује регионалну шифру (AGS) 3254016.

## Географски и демографски подаци
Фреден се налази у савезној држави Доња Саксонија у округу Хилдесхајм. Општина се налази на надморској висини од 127 метара. Површина општине износи 17,8 km². У самом мјесту је, према процјени из 2010. године, живјело 3.169 становника. Просјечна густина становништва износи 178 становника/km².